# 中岡俊哉
中岡 俊哉（なかおか としや、1926年11月15日 - 2001年9月24日）は、日本の作家・超能力研究家・超常現象研究家。AAPR（アジア意識力学研究協会）会長、イムレゲン アジア販売代表を務めた。

## 生涯
1926年11月15日、東京・大塚に生まれる。本名は岡本俊雄（おかもと としお）。祖父は浪曲師の桃中軒雲右衛門。
満洲に渡って馬賊になることを思い立ち、知り合いの中国人から中国語を習う。1943年、渡満し、鞍山の昭和製鋼所に勤務した。
1945年の敗戦後、恩人の満洲人から抗日民主連盟という地下組織に加わるよう迫られ、これを受け入れる。このとき東峰輝という中国名を与えられた。その後、大連の日本人難民収容所を経て1946年には八路軍の一員となった。転戦する中で1947年に１回、1948年に２回の臨死体験をしたという。
1951年から北京放送局（現在の中国国際放送）対外放送部日本語課アナウンサー室長を務め、以後日本向けの短波放送を担当する。この間、1952年に中華人民共和国に亡命してきた三代目中村翫右衛門と交流した。またアナウンサーの仕事の傍ら、中国各地の民話や奇談を収集した。
1958年、中国で得た妻子とともに帰国。同年の長崎国旗事件の余波で中国報道機関の駐在員という就職先を失い、ラヂオプレスに勤め口を得る。一転して中国に関する情報収集を担うこととなった。その傍ら『千葉日報』で中国の怪談・奇談を連載したのを皮切りに、『週刊少女フレンド』に原稿を持ち込み連載を開始する。
その後『週刊少年マガジン』『週刊少年キング』『週刊少年サンデー』といった少年誌、少女雑誌、学年誌などに執筆の幅を広げ、また数多くの単行本を刊行するようになる。1967年、脳梗塞をきっかけにラヂオプレスを退社、文筆に専念。日本各地の怪奇現象やスポットを取材して恐山のイタコや青森のキリストの墓などを紹介したほか、ブラジルなど海外にも取材に赴いた。
1960年代後半からはテレビ業界にも進出し、「万国びっくりショー」「ショック‼︎」「木曜スペシャル」といった番組にブレーンとして関わる。1970年「ショック‼︎」のブラジルロケではホセ・アリゴーによる心霊手術を体験、衝撃を受けた。
1971年、海外における超心理学研究の知見を盛り込んだ『テレパシー入門』がベストセラーとなり、「小川宏ショー」「３時のあなた」「知られざる世界」「11PM」といったテレビ番組にコメンテーターとして出演するようになった。続けて1972年『密教念力入門』、1973年には『タナトロギー入門』を刊行、ドキュメンタリー作家から超常現象研究家へと転身を遂げた。1972年には愛読者の親睦団体「日本超能力研究会」を組織し、最盛期には3000人以上の会員を集めたという。
1974年１月、中岡の愛読者であった関口淳少年と対面、スプーン曲げやクレヤボンスの実演を目にした。中岡は父親の要請を受け、能力開発のアドバイザーとして関わるようになる。この頃には関口少年やユリ・ゲラーに関する番組にたびたび出演し、週刊誌などにコメントを寄せるなど、超能力ブームの中心人物と目された。
同年４月に『狐狗狸さんの秘密』を刊行すると、コックリさんブームを後押しし、累計30万部の大ヒットとなった。７月には自身の元に送られて来た心霊写真を鑑定の上掲載した『恐怖の心霊写真集』を刊行、これもベストセラーとなった。心霊写真集は1986年までシリーズ全７巻が刊行され、計150万部を売り上げている。
同年10月以降、ソ連、チェコスロバキア、ポーランド、ブルガリア、フランス、イギリス、オランダ、ドイツ、アメリカを歴訪、各国の科学者や研究者と交流し最新の超常現象研究を取材する。オランダではジェラルド・クロワゼットの知遇を得た。
1975年、NETのプロデューサー柳本猛の要請により「水曜スペシャル」企画監修者に就任。中岡自身が納得できる番組づくりのため、番組の構成や出演者の選別まで任せるよう求め、受け入れられる。1976年、柳本に対しクロワゼット招聘を正式に提案、クロワゼットが得意とする「椅子テスト」と行方不明者捜索という二本柱の企画を立てた。放送当日の５月５日にはクロワゼットの透視に従った調査によって女児の遺体が発見され、本放送は30.5%の高視聴率を記録した。以後も柳本と組んで多くの超常現象番組を制作した。
同年、自身も参加する国際サイコトロニクス研究連合会長のズデネック・レイダックから依頼を受け、研究連合の国際会議を東京で開催すべく奔走。日本超能力研究会を日本サイコトロニクス研究会に改組して連合の関連団体とする。番組化を条件にNET（1977年テレビ朝日に社名変更）から支援を引き出すが予算に届かず、自宅を担保に借金をして開催へ漕ぎ着けた。1977年６月27日、第３回国際サイコトロニクス国際会議を開始。７月13日放送の「水曜スペシャル」は視聴率15％を超えた。この頃からテレビ出演のため全国を飛び回るようになる。
1978年、ピラミッドパワーブームの中で独自に実験を重ね『ピラミッド・パワー』を刊行、大ヒットとなった。
同年12月から、読売テレビの依頼でイギリスの透視能力者ネラ・ジョーンズ招聘に関わった。ジョーンズは1979年２月19日放送の「ワイドショー今」に出演、行方不明の男児が埋められたとする地点を透視したが、捜索班による現場発掘は叶わなかった。
1980年代には大阪市城東区内で日本スピリット・センターを開設、視聴者や読者の相談に個別に対応するようになる。1980年には『守護霊の秘密』『水子霊の秘密』を刊行、その後も守護霊に関する著作を発表し、悪質な新興宗教や霊感商法に警鐘を鳴らした。さらにホテルグランドパレスで毎月相談会を開き、希望者にはパワーヒーリングを試すようになる。研究成果は1981年の『ハンド・パワーの秘密』にまとめられた。
1984年には自身最多となる年間26冊を刊行。腱鞘炎を克服した1986年にはザグレブでの国際サイコトロニクス研究連合の会議に出席している。1989年、中国を訪れて八路軍時代の戦友である張震寰（中国人体科学学会および中国気功科学研究会理事長）と再会。中国・日本・ソ連の３国による共同研究プロジェクトを構想した。
1990年12月、重度の脳梗塞を患うが、入院から１ヶ月で復帰。病床でパワーヒーリングを実践していたという。
1991年、日本サイコトロニクス研究会を改組、AAPR（アジア意識力学研究協会）を設立。運営役員には中国・韓国・インドの超能力者が並び、タシュケントにもコーディネーターを配置していた。
1999年７月、経済的負担と機関紙の原稿執筆の負担を理由にAAPRの活動を停止。相談者の面談やパワーヒーリングの実践は継続した。2000年には中国人体科学協会との共同研究や自伝のための口述筆記に取り組んでいた。12月、超常現象研究の集大成となる『心霊大全』を刊行。
2001年、末期の胃癌の診断を受け、手術を拒否。事務所の整理に際してはこれまで収集してきた研究データや映像資料などを全て廃棄させた。９月24日、死去。戒名は禅雲俊智居士。

## 人物・エピソード
- 生涯の著書は400冊以上と自称していた[39]。
- 「中岡俊哉」というペンネームは1962年、講談社の漫画誌『少女フレンド』での連載を機に、「中国」から「中」、本名から「岡」「俊」、愛読書『暗夜行路』の作者・志賀直哉から「哉」の字を採ってつけたものである[40]。
- フィクションとノンフィクションを混在させたような怪著（世界各地の怪獣伝説紹介に、宇宙怪獣と土星人の軍隊が戦う話が突然混ざったりする『世界の怪獣』など）も少なくないが、そうした荒唐無稽さもふくめ、特に一時期の児童書の世界では大きな人気を得ていた。
- 中岡が心霊写真の実物を見たのは1958年、友人の水谷浩宅で見せられたのが最初だった。数年後、借り受けた写真をアメリカのリケルト博士とポーランドのマンジェルスキー博士に送り、お墨付きを得たという[41]。
- テレビ番組や雑誌記事への露出が多かったため、『週刊朝日』の暴露記事（1974年５月24日号）に端を発する騒動では超能力ブームの「黒幕」とか「仕掛け人」と目され批判を受けた。実際には当時の中岡はユリ・ゲラーの超能力には懐疑的で、その招聘には関わっておらず、関口少年についても研究家としての立場からアドバイスしていたに過ぎないという[42]。
- 多作家として知られた中岡は、口述筆記させた原稿に本人が筆を入れるという執筆スタイルを採っていた。これは1974年の超能力ブームの頃、テレビ番組出演などが増えて多忙になり、苦肉の策として生み出されたものであった[43]。
- 心霊関係以外では、本名の岡本俊雄名義で『内から見た中国――８億の民はどう生きているか』（祥伝社ノン・ブック、1971）、『中国人とつきあう法』（1972）などを著し、自らの中国体験もふまえて中国の躍進ぶりを日本に紹介した。
- 宗教ビジネス立ち上げを計画していた永野一男から誘いを受けたが断ったという[44]。
- 次男は、演芸研究家の岡本和明。2017年に辻堂真理と共著で『コックリさんの父　中岡俊哉のオカルト人生』（新潮社）を上梓[45]。

### クロワゼットへの信頼
- クロワゼットとの初面会時、連続企業爆破事件の容疑者について透視を依頼している。帰国後、透視内容を翻訳した資料を某政治家の秘書に渡し、より詳細な透視や三億円事件に関する透視をしてもらってはどうかと進言したという。数日後、政治家秘書の案内で佐々淳行（当時・警察庁警備局警備課長）と面談。その後、佐々から時効の迫る三億円事件の透視を依頼され、上層部も了承していると聞かされた。1975年３月、警察官の「Ｋ氏」とともにクロワゼットを訪ね、犯人像などの透視を聞き取ったが、この情報が実際に捜査に役立てられたのか知らされることはなかった。1976年『夕刊フジ』（５月９日付）が警察による透視依頼の事実をすっぱ抜く。警察関係者のリークに憤った中岡は、著書『クロワゼットの透視力』（６月刊行）において、透視内容を含めた一部始終を公表するに至った[46]。
- クロワゼットとの初面会時、中岡自身の将来について透視してもらい、「あなたは七十五歳まで旺盛な活躍をみせるだろう」という回答を得た。辻堂真理は、最晩年の中岡がこの言葉を自身の寿命と解釈し、静かに死を受け入れたのではないかと推測している[47]。

### 「研究」態度
- 謦咳に接した辻堂真理によれば、超常現象研究家としての中岡は「自身が準備した環境のなかで、自身が設定した実験にパスしない限り、被験者を「本物」とは認めない」厳格な研究態度を貫いていた。七つ疑って三つ信じる「七疑三信」が口癖だったという[48]。
- 超能力者と称する者の実験については、１人に対して２年間にわたって実験を繰り返し、50％以上の再現性を維持できない者は自身の超能力者名簿には入れないという基準を設けていた。関口少年に関する暴露記事掲載後の取材（『週刊朝日』1974年５月31日号）では超能力者の「本物は十八人」と回答している[49]この数にはまだ２年間の検証を終えていない関口少年は入っていなかった。のちに中岡が認めた能力者としては北條霊峰などがいる。

## 著作

### 単著

#### 1960年代
- 『世界の怪事件』深尾徹哉絵、秋田書店〈少年少女世界ノンフィクション全集 5〉、1965年。
- 『S・Fスリラー』加藤たかし絵、秋田書店〈少年少女世界ノンフィクション全集 6〉、1965年。
- 『この謎はまだとけない』武部本一郎絵、少年画報社〈少年文庫 35〉、1965年。
- 『戦場の怪25話』日本文芸社、1965年。
- 『不思議がいっぱいの本』芸文社〈アルファ・ブックス〉、1966年。
- 『世界の怪獣』秋田書店〈写真で見る世界シリーズ〉、1967年。
- 『中国の怪談』潮文社〈潮文社新書〉、1967年。
- 『東西夜話百選』宮川書房、1967年。
- 『怪奇と神秘と恐怖の世界』芸文社、1967年。
- 『世界の魔術・妖術』深尾徹哉絵、秋田書店〈世界怪奇スリラー全集 1〉、1968年。
- 『世界のウルトラ怪事件』木村正志絵、秋田書店〈世界怪奇スリラー全集 3〉、1968年。
- 『世界の怪奇スリラー』深尾徹哉絵、秋田書店〈世界怪奇スリラー全集 5〉、1968年。
- 『世界霊魂物語』波書房、1968年。
- 『世界のミステリー』潮文社、1968年。
- 『謎と恐怖と幻想の物語』芸文社、1968年。

#### 1970年代
- 『魔の川アマゾン』杉尾輝利絵、秋田書店〈秘境シリーズ 1〉、1970年。
- 『明日でいいのか　ラテン・アメリカ探訪』新人物往来社、1970年。
- 『世にも不思議な物語』潮文社〈潮文社新書〉、1970年。
- 『怪奇がいっぱいの国　南米ふしぎ旅行』芸文社、1970年。
- 『世界驚異人間物語　現代に生きる怪奇の森の住人』波書房、1970年。
- 『最後の魔境』斉藤寿夫絵、秋田書店〈秘境シリーズ 2〉、1971年。
- 『びっくり人間百科』杉尾輝利絵、黒崎出版〈決定版写真画報シリーズ〉、1971年。
- 『新・世界の怪獣』杉尾輝利など絵、秋田書店〈画報世界シリーズ〉、1971年。
- 『世界の怪獣百科』黒崎出版〈決定版写真画報シリーズ〉、1971年。
- 『テレパシー入門　あなたが忘れているこの不思議な力』祥伝社〈ノン・ブック〉、1971年。
- 『私は宇宙人を見た　空飛ぶ円盤の謎』〈publisher=潮文社〉1971年。
- 『吸血鬼のふるさと』斉藤寿夫など絵、秋田書店〈秘境シリーズ 3〉、1972年。
- 『世界の怪奇画報』杉尾輝利など絵、黒崎出版、1972年。
- 『レジャー作戦　ガッポリもうかる』杉尾輝利など絵、黒崎出版〈決定版写真画報シリーズ〉、1972年。
- 『世界の怪事件』秋田書店〈世界怪奇ミステリー全集 5〉、1972年。
- 『S・Fスリラー』秋田書店〈世界怪奇ミステリー全集 6〉、1972年。
- 『心霊の四次元』大陸書房、1972年。
- 『世にも不思議な物語』 続（私は幽霊を見た）、潮文社〈潮文社リヴ〉、1972年。
- 『密教念力入門　あなたの眠れる超能力を開発する』祥伝社〈ノン・ブック〉、1972年。
- 『西洋の怪談』ベストセラーズ〈ツイン・ブックス〉、1972年。
- 『中国の怪談　古典から現代まで43話』潮文社〈Chobunsha live〉、1972年。
- 岡本俊雄『中国人とつき合う法』新人物往来社、1972年。
- 『世界の超能力者』大陸書房、1973年。
- 『私は宇宙人を見た　空飛ぶ円盤の謎』 続、潮文社〈Chobunsya live〉、1973年。
- 『日本ミステリーゾーン　ここにもある四次元の世界』新人物往来社、1973年。
- 『ESP入門　神秘の力…エスパーの力を試してみよう！』日本文芸社、1973年。
- 『タナトロギー入門　霊魂は不滅である』祥伝社〈ノン・ブック〉、1973年。
- 『怪奇　この不思議を信じるか！？』南村喬之絵、若木書房〈ものしり100シリーズ 4〉、1974年。
- 『ふしぎ人間エスパー入門』山本耀也など絵、小学館〈小学館入門百科シリーズ 29〉、1974年。
- 『心霊恐怖現象30話　一読！あなたは驚異の眼を見はる』日本文芸社、1974年。
- 『狐狗狸さんの秘密』二見書房、1974年。
- 『中岡式念力強化法　あなたも,この不思議な力を開発できる』祥伝社〈ノン・ブック〉、1974年。
- 『PSI（サイ）入門　超感覚的世界への招待 付・超能力トレーニング』池田書店、1974年。
- 『私は幽霊を見た　体験者は語る』潮文社〈Chobunsha live〉、1974年10月。ISBN 4-8063-0141-8。
- 『空飛ぶ円盤と宇宙人』井上のぼるなど絵、小学館〈小学館入門百科シリーズ 42〉、1975年。
- 『わたしは見た死後の世界』足立守など絵、学習研究社〈ジュニアチャンピオンノベルス〉、1975年。
- 『西洋の怪談』ベストブック社〈ビッグバードのベストブックス〉、1975年。
- 『超能力を考える　実用段階に入った世界の現状と未来像』双葉社〈Futaba books〉、1975年。
- 『それでも、超常現象は実在する！　UFO・心霊・超能力のすべて』潮出版社〈ゼロ・ブックス〉、1975年。
- 『世界のUFO』二見書房〈サラ・ブックス〉、1975年。
- 『悪霊があなたを狙う　恐怖の事実と悪霊を除く法』双葉社、1976年。
- 『恐怖の四次元館』二見書房〈サラ・ブックス〉、1976年。
- 『UFO・衝撃のレポート』潮文社〈Chobunsya live〉、1976年。
- 『超能力世界の七巨人　予知、分身、透視…この驚異と戦慄の事実』祥伝社〈ノン・ブック〉、1976年。
- 『幽霊を見た！』 日本篇、二見書房〈サラ・ブックス〉、1976年。
- 『円盤宇宙人出現！！！』三宅弘指導、中岡俊哉構成、小学館〈小学館の学習コミックス 10　なぞへの挑戦シリーズ〉、1976年3月。
- 『クロワゼットの透視力』二見書房〈サラ・ブックス〉、1976年6月。
- 『超能力を引き出す本』潮文社〈潮文社リヴ〉、1977年6月。
- 『死霊を見た！』二見書房〈サラ・ブックス〉、1977年7月。
- 『地球のスリラーゾーン』新人物往来社、1977年7月。
- 『ピラミッド・パワー』二見書房〈サラ・ブックス〉、1978年3月。
- 『日本の幽霊大図鑑』二見書房〈フタミのなんでも大博士〉、1979年4月。
- 『モンスター大図鑑』二見書房〈フタミのなんでも大博士〉、1978年8月。
- 『実写！日本恐怖100名所』二見書房〈サラ・ブックス〉、1978年10月。
- 『ドラキュラ大図鑑』二見書房〈フタミのなんでも大博士〉、1979年11月。

#### 1980年代
- 『日本怪奇ゾーン　きょう出会うかもしれない恐怖現象』永岡書店〈ナガオカ入門シリーズ〉、1980年6月。
- 『守護霊の秘密　強運を呼ぶ』二見書房〈サラ・ブックス〉、1980年8月。
- 『大人を恐がらせる怪談の本』二見書房〈ミニ・サラ〉、1980年8月。
- 『水子霊の秘密』二見書房〈サラ・ブックス〉、1980年9月。
- 『守護霊占運学』二見書房〈サラ・ブックス〉、1981年2月。
- 『守護霊査霊秘法』二見書房〈サラ・ブックス〉、1981年6月。
- 『実証・日本の幽霊屋敷』二見書房〈サラ・ブックス〉、1981年8月。
- 『大人を恐がらせる海の怪談』二見書房〈ミニ・サラ〉、1981年8月。
- 『大人を恐がらせる山の怪談』二見書房〈ミニ・サラ〉、1981年8月。
- 『密教開運秘法』二見書房〈サラ・ブックス〉、1981年12月。
- 『写経功徳の秘密』二見書房〈サラ・ブックス〉、1982年1月。
- 『驚異の念写カメラ術』二見書房〈サラ・ブックス〉、1982年6月。
- 『死後の世界を見た』二見書房〈サラ・ブックス〉、1982年8月。
- 『祖先霊の秘密』二見書房〈サラ・ブックス〉、1982年10月。
- 『運命をかえる恐怖の霊障』コンパニオン出版〈ゾウの本〉、1983年3月。ISBN 4-906121-22-5。
- 『心霊医療の秘密』二見書房〈サラ・ブックス〉、1983年4月。
- 『心霊白書』広済堂出版〈Kosaido books〉、1983年5月。
- 『日本全国恐怖の心霊地図帖　日本列島をつらぬくミステリーゾーン！！』二見書房〈サラ・ブックス〉、1983年8月。
- 『私は霊現象を見た！　体験で証す心霊の世界』広済堂出版〈Kosaido books〉、1983年8月。
- 『恐怖の心霊念写入門　人類に秘められた謎のエネルギー』二見書房〈サラ・ブックス〉、1983年9月。
- 『霊運を強める書』コンパニオン出版、1983年9月。ISBN 4-906121-31-4。
- 『超能力トレーニング　予知・透視・念力・テレパシー能力テスト』池田書店、1983年10月。
- 『ピラミッド瞑想法』二見書房〈サラ・ブックス〉、1984年3月。ISBN 4-576-84007-X。
- 『世界のウルトラ怪事件』秋田書店〈世界怪奇スリラー全集 3〉、1984年4月。ISBN 4-253-01004-0。
- 『世界の怪奇スリラー』秋田書店〈世界怪奇スリラー全集 5〉、1984年4月。ISBN 4-253-01006-7。
- 『心霊パワーの謎を見た　未知なる生体エネルギー』二見書房〈サラ・ブックス〉、1984年4月。ISBN 4-576-84013-4。
- 『世界の魔術・妖術』秋田書店〈世界怪奇スリラー全集 1〉、1984年5月。ISBN 4-253-01002-4。
- 『なぞと怪奇の世界　今も残るミステリー・ゾーン』永岡書店〈ピコピコブックス〉、1984年7月。ISBN 4-522-01584-4。
- 『大人を恐がらせる恐怖吸血鬼の謎』二見書房〈ミニ・サラ〉、1984年8月。ISBN 4-576-84067-3。
- 『大人を恐がらせる恐怖大怪物』二見書房〈ミニ・サラ〉、1984年8月。ISBN 4-576-84069-X。
- 『大人を恐がらせる大怪奇ミステリーゾーン』二見書房〈ミニ・サラ〉、1984年8月。ISBN 4-576-84066-5。
- 『大人を恐がらせる大妖怪伝説』二見書房〈ミニ・サラ〉、1984年8月。ISBN 4-576-84068-1。
- 『東京ミステリーの旅』みき書房〈中岡俊哉のショックレポート　シリーズ2〉、1984年8月。
- 『東北ミステリーの旅』みき書房〈中岡俊哉のショックレポート　シリーズ3〉、1984年8月。ISBN 4-89521-114-2。
- 『悪霊　この恐ろしき霊界体験』二見書房〈サラ・ブックス　霊界体験シリーズ〉、1984年8月。ISBN 4-576-84063-0。
- 『狐狗狸さんの秘密　君にも心霊能力を開発できる』二見書房〈サラ・ブックス〉、1984年8月。ISBN 4-576-84064-9。
- 『超能力は存在する　世界のESP研究はここまで来た！』みき書房〈中岡俊哉探求シリーズ〉、1984年10月。ISBN 4-89521-115-0。
- 『霊界は存在する　霊障の恐怖と死後の世界！』みき書房〈中岡俊哉探求シリーズ〉、1984年10月。ISBN 4-89521-106-1。
- 『自分の中の超能力　その引き出し方、使い方』祥伝社〈ノン・ブック〉、1984年12月。ISBN 4-396-10243-7。
- 『ふしぎ面白大事典　超能力、宇宙・UFO、古代遺跡、怪物・怪獣、心霊現象…の謎をとく』紀元社、1985年2月。ISBN 4-87368-029-8。
- 『ピラミッド・パワー』 応用編、二見書房〈サラ・ブックス〉、1985年2月。ISBN 4-576-84007-X。
- 『中国・四国ミステリーの旅』みき書房〈中岡俊哉のショックレポート　シリーズ4〉、1985年3月。ISBN 4-89521-127-4。
- 『背後霊　不運の元凶を断て！』二見書房〈サラ・ブックス　霊界体験シリーズ〉、1985年4月。ISBN 4-576-85019-9。
- 『霊力超力開発教本』みき書房〈中岡俊哉探求シリーズ〉、1985年4月。ISBN 4-89521-131-2。
- 『怨霊　凄絶な死霊・生き霊の執念』二見書房〈サラ・ブックス　霊界体験シリーズ〉、1985年6月。ISBN 4-576-85035-0。
- 『死後界の霊写真　体験ドキュメントが明かす』永岡書店、1985年7月。ISBN 4-522-07032-2。
- 『地縛霊　覗き見た死後の世界』二見書房〈サラ・ブックス　霊界体験シリーズ〉、1985年8月。ISBN 4-576-85052-0。
- 『「金縛り」の謎を見た！』二見書房〈サラ・ブックス　恐怖シリーズ〉、1985年12月。ISBN 4-576-85080-6。
- 『厄年　避けられない人生の危機をいかに切り抜けるか』二見書房〈サラ・ブックス〉、1986年2月。ISBN 4-576-86008-9。
- 『自殺者が語る死後の世界』二見書房〈サラ・ブックス〉、1986年4月。ISBN 4-576-86051-8。
- 『実証！死後界　心霊界の不思議』講談社、1986年7月。ISBN 4-06-202943-X。
- 『世にも不思議な幽界の話』二見書房〈ミニ・サラ〉、1986年8月。ISBN 4-576-86095-X。
- 『世にも不思議な霊体験』二見書房〈ミニ・サラ〉、1986年8月。ISBN 4-576-86096-8。
- 『実証！転生の謎　心霊界の不思議 生まれかわった101人』講談社、1986年12月。ISBN 4-06-203101-9。
- 『守護密教秘法　強運をひらく』二見書房〈サラ・ブックス〉、1987年2月。ISBN 4-576-87014-9。
- 『水子供養で救われた　全国水子供養寺徹底調査！』二見書房〈サラ・ブックス〉、1987年4月。ISBN 4-576-87039-4。
- 『世紀末大予言　17人の予言者が警告する！』二見書房〈サラ・ブックス〉、1987年7月。ISBN 4-576-87092-0。
- 『心霊写真の神秘　霊写真の正しい見分け方・扱い方』永岡書店〈ナガオカ入門シリーズ〉、1987年10月。
- 『幽霊の住所録　最新版』二見書房〈サラ・ブックス〉、1988年7月。ISBN 4-576-88083-7。
- 『人は死後どうなるのか』二見書房〈サラ・ブックス〉、1988年9月。ISBN 4-576-88107-8。
- 『密教呪術入門　あなたの願いを叶えるこの神秘の方法』祥伝社〈ノン・ブック〉、1988年10月。ISBN 4-396-10288-7。
- 『人は死後どうなるか』二見書房〈サラ・ブックス〉、1988年12月。ISBN 4-576-88107-8。
- 『幽霊が出た！　著名人の霊体験』二見書房〈サラ・ブックス〉、1989年6月。ISBN 4-576-89080-8。
- 『幽霊が写った！　心霊写真の恐怖』二見書房〈サラ・ブックス〉、1989年8月。ISBN 4-576-89105-7。

#### 1990年代
- 『テレパシー入門　あなたが忘れているこの不思議な力』祥伝社〈ノン・ポシェット〉、1990年5月。ISBN 4-396-31027-7。
- 『死ぬ瞬間と死後の世界』二見書房〈サラ・ブックス〉、1990年6月。ISBN 4-576-90066-8。
- 『血も凍る霊体験　著名人の怪談秘話』二見書房〈サラ・ブックス〉、1990年8月。ISBN 4-576-90095-1。
- 『霊魂の謎　新版・タナトロギー入門』祥伝社〈ノン・ポシェット〉、1990年10月。ISBN 4-396-31033-1。
- 『幽体離脱の謎　肉体を離れた魂が時空を超えて飛翔』二見書房〈サラ・ブックス〉、1990年10月。ISBN 4-576-90119-2。
- 『霊界学入門　死後の世界へ行ってきた人達』双葉社〈Futaba books〉、1990年11月。ISBN 4-575-28092-5。
- 『ベールを脱いだソ連の超能力者　世界のナンバー1・クラギーナの素顔』祥伝社〈ノン・ブック〉、1991年4月。ISBN 4-396-10312-3。
- 『超人たちのビオパワー　地球世紀末に挑むサイキッカーの謎』双葉社、1991年5月。ISBN 4-575-15189-0。
- 『怪談のネタ本　著名人が体験した不思議な出来事！』二見書房〈二見wai wai文庫〉、1991年7月。ISBN 4-576-91087-6。
- 『日本の死霊ゾーン』 京都篇、双葉社〈Futaba books〉、1991年7月。ISBN 4-575-15192-0。
- 『日本の死霊ゾーン』 東京篇、双葉社〈Futaba books〉、1991年7月。ISBN 4-575-15193-9。
- 『世にも不思議な怪奇譚　本当に起こった驚くべき出来事』二見書房〈二見wai wai文庫〉、1991年8月。ISBN 4-576-91097-3。
- 『これが中国超能力者の秘術だ！』ダイナミックセラーズ出版、1991年10月。ISBN 4-88493-224-2。
- 『これが心霊写真だ！　霊界からのメッセージ』ダイナミックセラーズ出版、1992年6月。ISBN 4-88493-232-3。
- 『怪談のネタ本』 学校篇、二見書房〈二見wai wai文庫〉、1992年7月。ISBN 4-576-92085-5。
- 『噂の幽霊屋敷』二見書房〈二見wai wai文庫　恐怖のカン詰め 1〉、1992年8月。ISBN 4-576-92104-5。
- 『神通力の秘密　あなたの願いが叶う不思議な力』祥伝社〈ノン・ブック〉、1993年8月。ISBN 4-396-10339-5。
- 『チベット「第三の眼」の謎』二見書房〈サラ・ブックス〉、1994年4月。ISBN 4-576-94057-0。
- 『世にも不思議な幽霊談　実際に起こった恐怖の心霊現象』二見書房〈二見文庫　ザ・ミステリ・コレクション〉、1994年7月。ISBN 4-576-94103-8。
- 『世にもこわ～い不思議な物語　日本の怪奇・神秘ゾーン』三心堂出版社、1994年8月。ISBN 4-915620-85-9。
- 『死と魂の謎　幽体離脱の体験 肉体を離れた魂が時空を超えて飛翔』二見書房〈サラ・ブックス〉、1995年6月。ISBN 4-576-95105-X。
- 『女子校の怪談　世にも不思議 実際に起こった恐怖の心霊現象』二見書房〈二見wai wai文庫〉、1995年6月。ISBN 4-576-95089-4。
- 『実写！！怪談百名所』二見書房〈二見wai wai文庫　恐怖のカン詰め 2〉、1995年7月。ISBN 4-576-95107-6。
- 『死ぬ瞬間と死後の世界』二見書房〈二見wai wai文庫〉、1995年8月。ISBN 4-576-95120-3。
- 『恐怖！噂の新名所　今夜も出る！？戦慄のミステリー・スポット』二見書房〈二見wai wai文庫〉、1996年7月。ISBN 4-576-96080-6。
- 『強運を呼ぶ本　守護霊を味方につける法』二見書房〈二見wai wai文庫〉、1996年9月。ISBN 4-576-96125-X。
- 『出た！恐怖の新名所　戦慄のミステリー・スポット・ガイド』二見書房〈二見wai wai文庫〉、1997年7月。ISBN 4-576-97080-1。
- 『きわめつけ！超こわい心霊写真集』三心堂出版社、1998年6月。ISBN 4-88342-202-X。
- 『日本の魔界・怪奇伝説』三心堂出版社、1998年6月。ISBN 4-88342-220-8。
- 『怪談の達人　恐怖の霊体験実話集』二見書房〈二見wai wai文庫〉、1998年7月。ISBN 4-576-98105-6。
- 『こころとからだを癒すヒーリング』三心堂出版社、1998年8月。ISBN 4-88342-226-7。
- 『霊気ただよう怪奇心霊写真集　心霊写真を徹底的に鑑定する』三心堂出版社、1998年8月。ISBN 4-88342-217-8。
- 『TVで放送できなかった超怖い話　あなたにも見える戦慄の心霊現象』竹書房〈竹書房文庫〉、1999年2月。ISBN 4-8124-0461-4。
- 『本当にあった生まれ変わりの話』雷韻出版、1999年9月。ISBN 4-947737-10-7。

#### 2000年代
- 『心霊大全　20世紀の超自然現象世界』ミリオン出版、2000年12月。ISBN 4-8130-0815-1。
- 『超ショック！世界のミステリー』雷韻出版、2000年12月。ISBN 4-947737-22-0。

### 共著・編著・共編著
- 中岡俊哉 編『恐怖！スパイ大作戦』立風書房〈ジャガーバックス〉、1974年。
- 中岡俊哉 編『恐怖の心霊写真集』二見書房〈サラ・ブックス〉、1974年。
- 中岡俊哉 編『恐怖の心霊写真集』 続、二見書房〈サラ・ブックス〉、1975年。
- 中岡俊哉 編『新・恐怖の心霊写真集』二見書房〈サラ・ブックス〉、1977年6月。
- 中岡俊哉 編『死霊の恐怖』ダイナミックセラーズ〈目でみる四次元シリーズ〉、1978年10月。
- 中岡俊哉 編『呪いの恐怖　完全呪符つき』ダイナミックセラーズ〈目でみる四次元シリーズ〉、1979年4月。
- 中岡俊哉 編『悪霊の恐怖』ダイナミックセラーズ〈目でみる四次元シリーズ〉、1979年7月。
- 中岡俊哉 編『謎のミステリーゾーン』ダイナミックセラーズ〈目でみる四次元シリーズ〉、1979年8月。
- 中岡俊哉 編『実証恐怖の心霊写真集』二見書房〈サラ・ブックス〉、1979年10月。
- 中岡俊哉 編『怪談の恐怖』ダイナミックセラーズ〈目でみる四次元シリーズ 8〉、1979年11月。
- 中岡俊哉 編『死後の世界』ダイナミックセラーズ〈目でみる四次元シリーズ 9〉、1979年11月。
- 中岡俊哉 編『心霊世界の恐怖　心霊治療リポート』ダイナミックセラーズ〈目でみる四次元シリーズ 10〉、1979年11月。
- 中岡俊哉 編『UFOの恐怖　インベーダーUFOを追跡する』ダイナミックセラーズ〈目でみる四次元シリーズ〉、1980年8月。
- 中岡俊哉 編『恐怖の心霊写真集』 地縛霊篇、二見書房〈サラ・ブックス〉、1982年7月。
- 中岡俊哉 編『恐怖の心霊写真集』 第6弾、二見書房〈サラ・ブックス〉、1983年8月。
- 中岡俊哉 編『悪霊の恐怖』ダイナミックセラーズ〈四次元文庫〉、1984年8月。
- 中岡俊哉 編『怪談の恐怖』ダイナミックセラーズ〈四次元文庫〉、1984年8月。
- 中岡俊哉 編『死後の世界』ダイナミックセラーズ〈四次元文庫〉、1984年8月。
- 中岡俊哉 編『死霊の恐怖』ダイナミックセラーズ〈四次元文庫〉、1984年8月。
- 中岡俊哉 編『心霊世界の恐怖』ダイナミックセラーズ〈四次元文庫〉、1984年8月。
- 中岡俊哉 編『謎の超常現象』ダイナミックセラーズ〈四次元文庫〉、1984年8月。
- 中岡俊哉 編『謎のミステリーゾーン』ダイナミックセラーズ〈四次元文庫〉、1984年8月。
- 中岡俊哉 編『呪いの恐怖』ダイナミックセラーズ〈四次元文庫〉、1984年8月。
- 中岡俊哉 編『UFOの恐怖』ダイナミックセラーズ〈四次元文庫〉、1984年8月。
- 中岡俊哉 編『決定版・恐怖の心霊写真集』二見書房〈サラ・ブックス〉、1986年9月。ISBN 4-576-86107-7。
- 中岡俊哉 編『世にも不思議な物語　霊魂か四次元か』潮文社〈Chobunsha live〉、1989年8月。
- 中岡俊哉 編『世紀末大予言　17人の予言者が警告する！』（改訂初版）二見書房〈サラ・ブックス〉、1990年4月。ISBN 4-576-90026-9。
- 中岡俊哉 編『学校の怪談　心霊写真で読む！』二見書房〈二見wai wai文庫〉、1994年6月。ISBN 4-576-94087-2。
- 中岡俊哉 編『本当に起きた怖い話　恐ろしすぎて話せなかった』二見書房〈二見wai wai文庫〉、1999年7月。ISBN 4-576-99125-6。
- 中岡俊哉 編『呪いと祟りの怨霊実話集　怖い話のネタ本』二見書房〈二見wai wai文庫〉、2000年8月。ISBN 4-576-00641-X。
- 中岡俊哉 編『恐怖の心霊写真集　あの世からの来訪者たち』二見書房〈二見wai wai文庫〉、2003年4月。ISBN 4-576-03073-6。
- 中岡俊哉 編『<日本全国>あなたの隣の幽霊屋敷』二見書房〈二見wai wai文庫〉、2001年6月。ISBN 4-576-01059-X。

### 原作
- いけうち誠一『マクンバ』立風書房〈レモン・コミックス〉、1979年1月。
- いけうち誠一『呪いの画像は目が三っつ　マクンバ』立風書房〈レモン・コミックス〉、1985年7月。ISBN 4-651-07099-X。
- いけうち誠一『私は心霊少女　くらやみクラブ』立風書房〈レモン・コミックス〉、1985年7月。ISBN 4-651-07098-1。

### キャラクター原作
- 株式会社大協　宇宙怪獣シリーズ　（1970年代に発売された怪獣ソフビシリーズ）

## 主なビデオ・ＤＶＤ
- 中岡俊哉の世界①・②